# داسی‌گلوکاگون
داسی‌گلوکاگون(به انگلیسی: Dasiglucagon) که با نام تجاری Zegalogue فروخته می‌شود، داروییست که برای درمان هیپوگلیسمی شدید در افراد مبتلا به دیابت استفاده می‌شود.
شایع‌ترین عوارض جانبی شامل تهوع، استفراغ، سردرد، اسهال و درد محل تزریق است.
داسی‌گلوکاگون در مارس ۲۰۲۱ برای استفاده پزشکی در ایالات متحده تأیید شد. این دارو در اوت ۲۰۱۷ به عنوان یک داروی کم‌کاربرد تعیین شد.

## مصارف پزشکی
داسی‌گلوکاگون برای درمان هیپوگلیسمی شدید در افراد شش ساله و بالاتر مبتلا به دیابت کاربرد دارد.

## موارد منع مصرف
داسی‌گلوکاگون در افراد مبتلا به فئوکروموسیتوما یا انسولینوما منع مصرف دارد.